# Sena (kommun i Spanien, Aragonien, Provincia de Huesca, lat 41,68, long -0,10)
Sena är en kommun i Spanien.   Den ligger i provinsen Provincia de Huesca och regionen Aragonien, i den nordöstra delen av landet, 300 km öster om huvudstaden Madrid. Antalet invånare är 542.